# Хуго I фон Шьонбург-Глаухау
Хуго I фон Шьонбург-Глаухау (на немски: Hugo I von Schönburg-Glauchau; * 8 септември 1530, Глаухау; † 4 февруари 1565/1566, Валденбург, Саксония) е фрайхер, господар на Шьонбург-Лихтенщайн-Ной-Шьонбург.

## Биография
Той е син на фрайхер Ернст II фон Шьонбург-Валденбург (1486 – 1534) и съпругата му бургграфиня Амалия фон Лайзниг (1508 – 1560), наследничка на Пениг, дъщеря на бургграф Хуго фон Лайзниг († 1538) и Доротея Шенк фон Ландсберг († 1532). Брат е на Георг I (1529 -1585), господар на Шьонбург-Глаухау, и на Волф/ Волфганг II (1532 – 1581), господар на Шьонбург-Глаухау-Валденбург-Векселбург.
Хуго пътува през 1549 г. в Италия. През 1550 г. е в свитата на курфюрст Мориц и участва при обсадата на Магдебург. През 1552 г. се бие с император Карл V против турците. Той е на бойното поле почти винаги с брат си Волф. През 1553 г. той и брат му придружават пренасянето на убития курфюрст Мориц до Фрайберг и са при погребението му в катедралата. След това Хуго напуска военната си служба.
Първоначално тримата братя управляват заедно и на 1 май 1556 г. сключват фамилен договор, Герг получава господствата Глаухау и Ремсе, Волф получава Пениг, Векселбург и Рокхсбург, а Хуго получава Валденбург и Лихтенщайн. За резиденция Хуго избира дворец Валденбург.
Хуго I фон Шьонбург умира на 4 февруари 1566 г. на 35 години и е погребан в църквата Св. Бартоломей във Валденбург.
Клоновете Шьонбург-Валденбург, Шьонбург-Хартенщайн съществуват до днес като Шьонбург-Глаухау.

## Фамилия
Хуго I фон Шьонбург се жени на 22 април 1555 г. за Анна фон Глайхен-Рембда (* 1532; † 22 април 1570), дъщеря на граф Йохан II фон Глайхен-Рембда († 1545) и Хедвиг фон Гера († 1531). Те имат седем деца:
- Георг III фон Шьонбург-Валденбург (* 5 октомври 1558; † 2 юни 1611), господар на Валденбург, женен на 23 ноември 1579 г. за Ева фон Ландсберг († 31 август 1613)
- Хуго II фон Шьонбург-Глаухау (* 13 декември 1559; † 23 октомври 1606), господар на Шьонбург-Глаухау-Хартенщайн, женен I. на 3 декември 1582 г. в Гера за Агнес Ройс фон Плауен (* 26 юни 1567; † 1 август 1588), II. на 13 юли 1590 г. за Катарина фон Кирбург (* 2 февруари 1574; † 9 януари 1654)
- Анна фон Шьонбург-Лихтенщайн (* 14 април 1562; † 25 юни 1600), омъжена за Фридрих фон Шерфенберг († 1609)
- Файт III фон Шьонбург-Лихтенщайн (* 15 юни 1563; † 29 май 1622), господар на Лихтенщайн, женен I. на 21 април 1584 г. за Елизабет фон Ландсберг (* ок. 1560; † 1 февруари 1595), II. на 7 май 1598 г. за Катарина фон Еверщайн (* 28 юли 1579; † 26 септември 1617)
- Фридрих фон Шьонбург-Лихтенщайн (* 28 юли 1564; † 6 април 1567)
- Мария фон Шьонбург-Лихтенщайн (* 29 август 1565; † 9 март 1628), омъжена на 25 ноември 1583 г. във Валденбург за Хайнрих V Роус-Грайц (* 4 ноември 1549; † 9 октомври 1604)
- Магдалена фон Шьонбург-Лихтенщайн (* 1566; † 28 август 1668)